# Bevyn Baker
Bevyn Baker, född 8 augusti 1937, är en australisk friidrottare. Han deltog vid olympiska sommarspelen 1960.